# Ashmeadiella salviae
Ashmeadiella salviae là một loài Hymenoptera trong họ Megachilidae. Loài này được Michener mô tả khoa học năm 1939.